# Кармінець
Кармінець (пол. Karminiec) — село в Польщі, у гміні Добжиця Плешевського повіту Великопольського воєводства.
Населення — 130 осіб (2011).
У 1975-1998 роках село належало до Каліського воєводства.

## Демографія
Демографічна структура станом на 31 березня 2011 року:
|          | Загалом | Допрацездатний вік | Працездатний вік | Постпрацездатний вік |
| -------- | ------- | ------------------ | ---------------- | -------------------- |
| Чоловіки | 65      | 18                 | 42               | 5                    |
| Жінки    | 65      | 13                 | 35               | 17                   |
| Разом    | 130     | 31                 | 77               | 22                   |